# Stepnogorsk Qalasy
Stepnogorsk Qalasy är ett distrikt i Kazakstan.   Det ligger i oblystet Aqmola, i den nordöstra delen av landet, 130 km nordost om huvudstaden Astana.